# Abri de la ligne Maginot

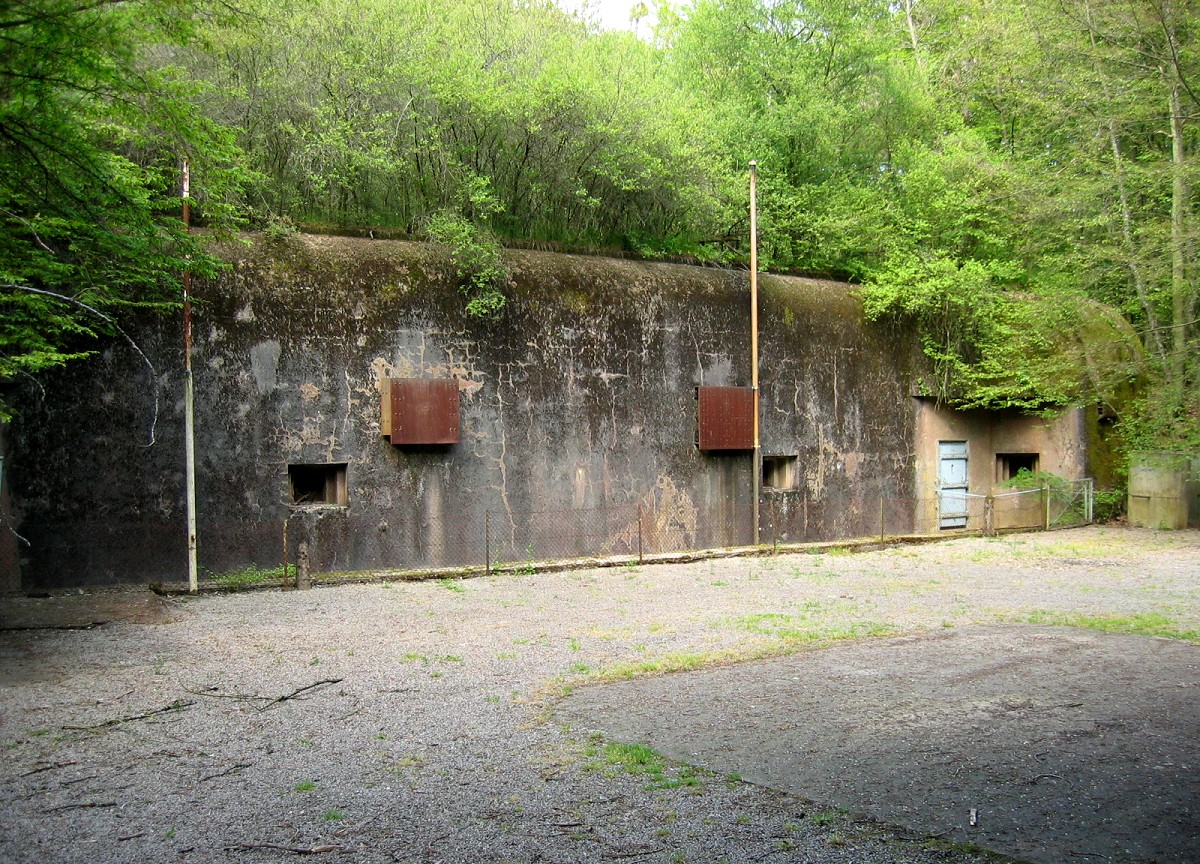
Abri du Zeiterholz (X 6, secteur fortifié de Thionville).

Un abri de la ligne Maginot est une fortification bétonnée servant à la protection des troupes d'intervalle chargés de la défense entre les ouvrages et casemates de la ligne Maginot. Construits pendant les années 1930, ces abris furent occupés pendant la drôle de guerre puis abandonnés en juin 1940.
Pour un article plus général, voir Ligne Maginot.

## Fonction

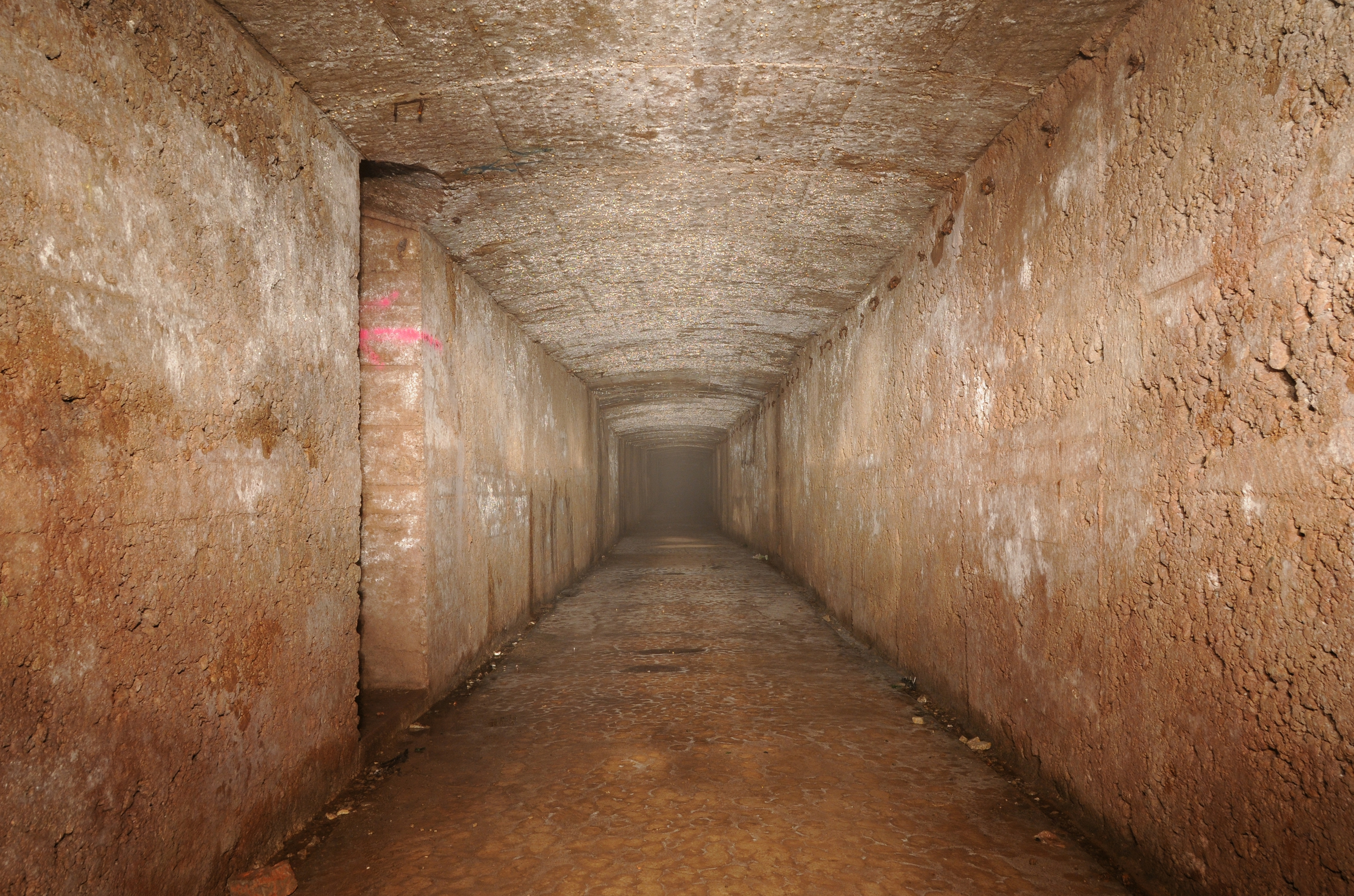
Casernement souterrain creusé en 1917 sous le fort de Roppe (près de Belfort).

La construction d'abris pour les défenseurs était une évidence pour les ingénieurs chargés des fortifications dès que les projectiles ont été capables de détruire des murs. À la Renaissance, les banquettes de tir comptaient des abris et les bastions abritaient des pièces voûtées en maçonnerie à l'épreuve des bombardements. À la fin du XIXe siècle, les progrès de l'artillerie entrainent l'aménagement, que ce soit côté français dans les forts du système Séré de Rivières (autour de Verdun, de Toul, d'Épinal, de Belfort, etc.) ou côté allemand dans les forts von Biehler (autour de Metz et de Strasbourg), de casernes et d'abris (pour les artilleurs comme pour les fantassins) en maçonnerie puis en béton capables de résister aux nouveaux obus.
Les aménagements allemandes du fort de Mutzig et de ceux de Moselle (qui tombent aux mains des Français en 1918) et surtout l'expérience de la Première Guerre mondiale (notamment les bombardements des forts lors de la bataille de Verdun) entraine un renforcement de la protection : soit les abris sont creusés très profondément (abri-caverne dits aussi « abri sous roc »), soit sous une épaisse carapace de béton armé.
Dans le cadre de la ligne Maginot, leur fonction est la protection des sections de fantassins et des postes de commandement des bataillons d'infanterie de forteresse, légèrement en retrait de la « ligne principale de résistance » (marquée par les réseaux de barbelés et de rails enterrés, par les casemates d'intervalle et par les ouvrages).

## Description

### Modèles d'abris CORF

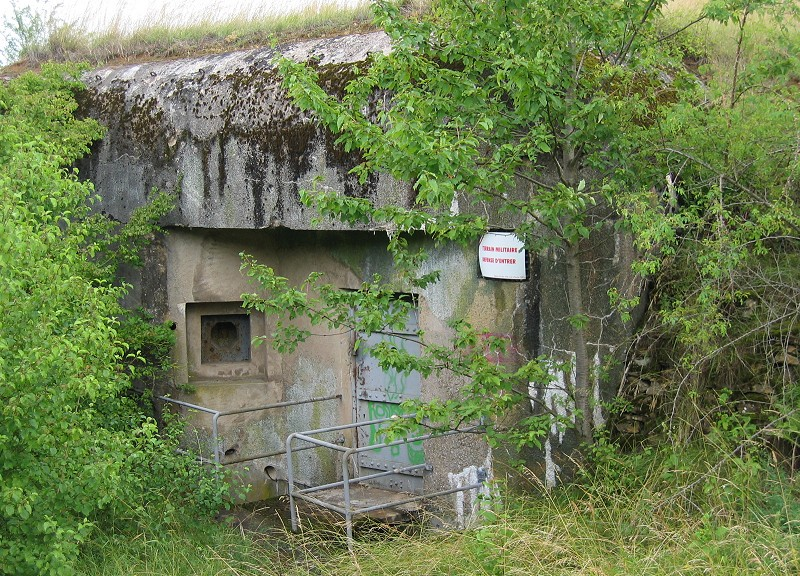
Un des deux coffres d'entrée de l'abri du Petersberg (X4, abri-caverne du secteur fortifié de Thionville).

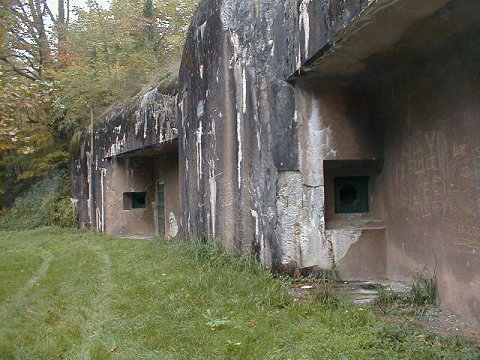
Façade de l'abri du Heidenbuckel (abri de surface du (SF Haguenau) comportant une caponnière.

On peut trouver le long de la ligne Maginot plusieurs modèles d'abris. La Commission d'organisation des régions fortifiées (CORF) avait établi les plans de deux modèles d'abris d'intervalle pour les deux régions fortifiées de Metz et de la Lauter, selon les contraintes du terrain : l'abri de surface et l'abri-caverne, dont 58 exemplaires ont été construits.

#### Abri de surface
L'abri de surface CORF est un gros bloc parallélépipédique rectangle sur deux étages, avec deux entrées sur une façade toujours à l'abri des tirs venant du front. Cette façade est droite sauf pour l'abri du Heidenbuckel (SF Haguenau) qui a une caponnière au milieu.

#### Abri-caverne
L'abri-caverne CORF comporte deux coffres d'entrée (sauf l'abri de Petit-Réderching, dans le SF Rohrbach, qui en compte trois) séparés d'une soixantaine de mètres reliés à une caserne en sous-sol (de 8 à 20 mètres de profondeur, selon le type de terrain).

#### Abri du Rhin
Un autre modèle CORF est celui des abris se trouvant en Alsace en arrière du Rhin, formant une seconde ligne (dite ligne des abris) en arrière d'une première le long de la rive composée de casemates (dite ligne de la berge). Ces abris, au nombre de 25, sont de trois formes différentes, dites A1 CL, A2 CL, A3 CL, auxquels se rajoute le cas de l'abri du Léopold (sur la berge, avec en prime une cloche JM).

#### Abri actif
Plusieurs abris du Sud-Est sont désignés comme des « abris actifs », avec statut de « petit ouvrage », car sur les installations propres à un abri-caverne a été greffé une casemate d'infanterie ainsi que parfois un observatoire.
C'est le cas des ouvrages suivants : Col-de-Restefond, Col-de-Crous, Col-de-la-Valette, La Séréna, Caïre-Gros, Col-du-Fort, La Béole, La Déa, Col-d'Agnon, Champ-de-Tir-de-l'Agaisen, Col-des-Banquettes, Col-de-Garde et Croupe-du-Réservoir.

### Abris MOM

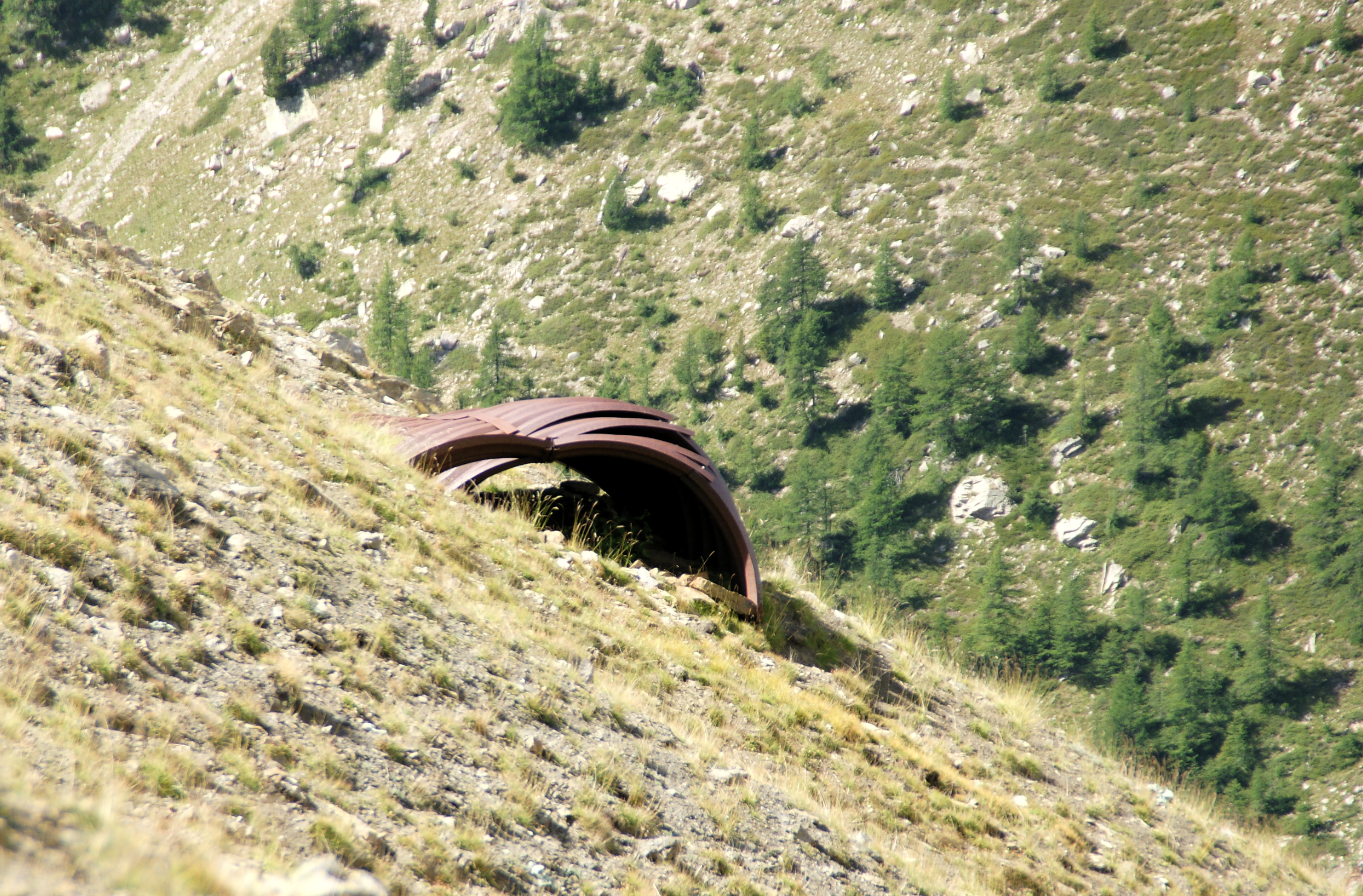
Restes d'un abri MOM (SF Dauphiné).

La MOM désigne la main-d'œuvre militaire, qui a construit en 1939-1940 de nombreux petits abris en tôle cintrées, des PC du modèle de la STG, des abris alpins, etc.

### Armement

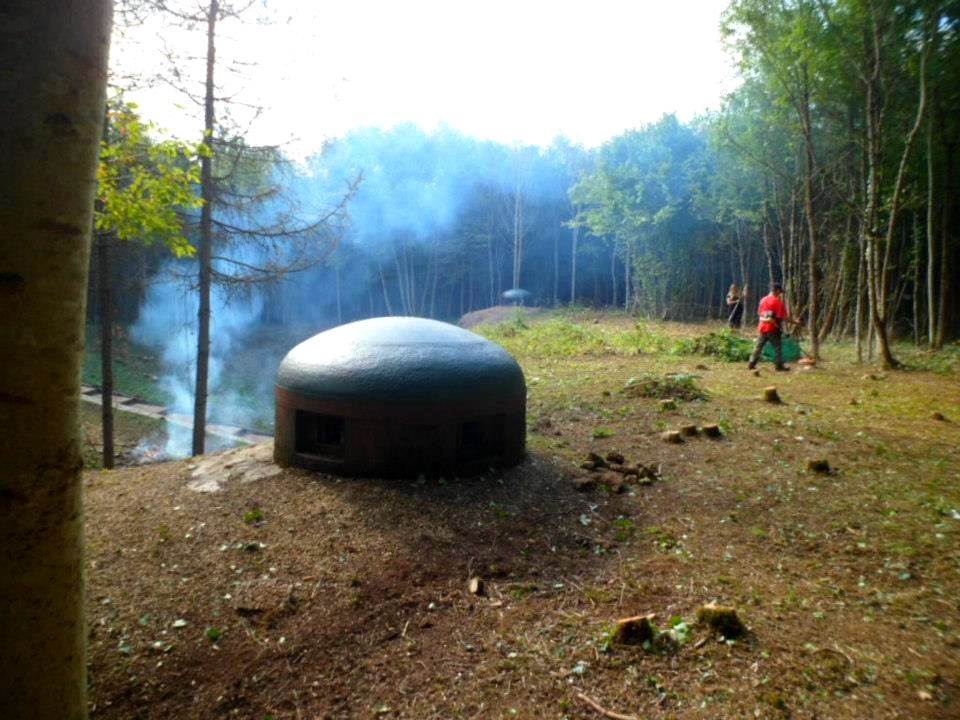
Les deux cloches GFM de l'abri du Gros-Bois (X 1, SF de la Crusnes).

Le tir ne fait théoriquement pas partie des fonctions d'un abri, mais les gros abris CORF disposent d'armes de défense rapprochée et dans quelques rares cas ces abris peuvent être intégrés à la « ligne principale de résistance ».
La défense rapprochée d'un abri CORF est assurée par en général deux cloches GFM (« guetteur fusil-mitrailleur ») sur le dessus, des créneaux pour FM sur la façade et une ou plusieurs goulottes lance-grenades pour nettoyer le fossé diamant.
Dans trois cas dans le Nord-Est, des abris ont été équipés d'armes plus puissantes : l'abri du Petersberg (X 4, SF Thionville) possède une cloche JM, l'abri de Colming (X 33, SF Boulay) a un créneau JM/AC 37 et enfin l'abri Léopold (53/1, SF Colmar) a une cloche JM.

### Équipement

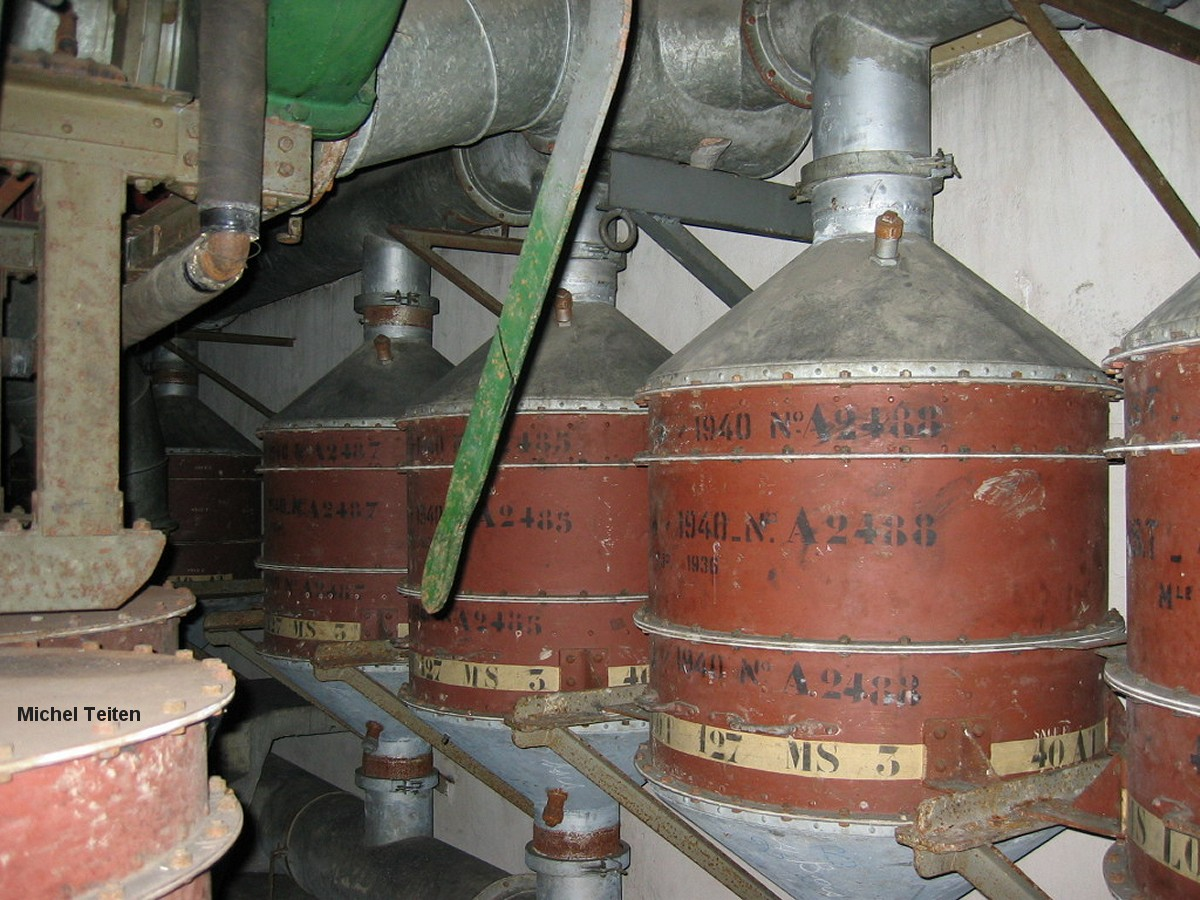
Batterie de filtres de l'abri d'Hettange (X 8, secteur fortifié de Thionville).
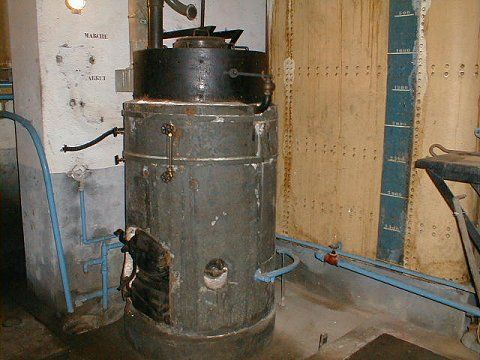
Chauffage de l'abri du Heidenbuckel (secteur fortifié de Haguenau).
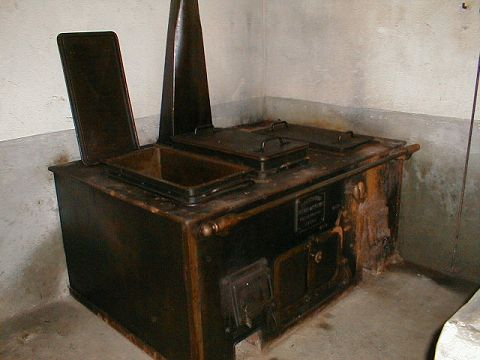
Fourneau à charbon de la cuisine de l'abri du Heidenbuckel.

## Nombre d'abris
Sont non compris dans cette liste les constructions MOM. Dans le cas de la région fortifiée de Metz, toutes les constructions sont numérotés avec un indicatif radio, d'ouest en est de l'X 1 à l'X 33, le code « X » indiquant qu'il s'agit d'un abri CORF.
- Région fortifiée de Metz :
  - secteur fortifié de la Crusnes : un seul abri, de surface (le X 1)[4] ;
  - secteur fortifié de Thionville : 18 abris, dont 11 de surface et 7 cavernes (X 2 à X 19)[5] ;
  - secteur fortifié de Boulay : 14 abris, dont 7 de surface et 7 cavernes (X 20 à 33)[6].

- Région fortifiée de la Lauter :
  - secteur fortifié de Rohrbach : 8 abris, dont 2 de surface et 6 cavernes[7] ;
  - secteur fortifié des Vosges : 2 abris-cavernes[8] ;
  - secteur fortifié de Haguenau : 16 abris, dont 9 de surface, 3 cavernes et 4 du Rhin[9].

- Ligne du Rhin :
  - secteur fortifié du Bas-Rhin : 3 abris du Rhin[10] ;
  - secteur fortifié de Colmar : 11 abris du Rhin[11] ;
  - secteur fortifié de Mulhouse : 4 abris du Rhin[12] ;

- Fortifications du Sud-Est (Alpes) :
  - Secteur fortifié de la Savoie : 2 abris-cavernes ;
  - Secteur fortifié du Dauphiné : 3 abris-cavernes ;
  - Secteur fortifié des Alpes-Maritimes : 13 abris actifs.